# Das Gefecht bei Ajaslar

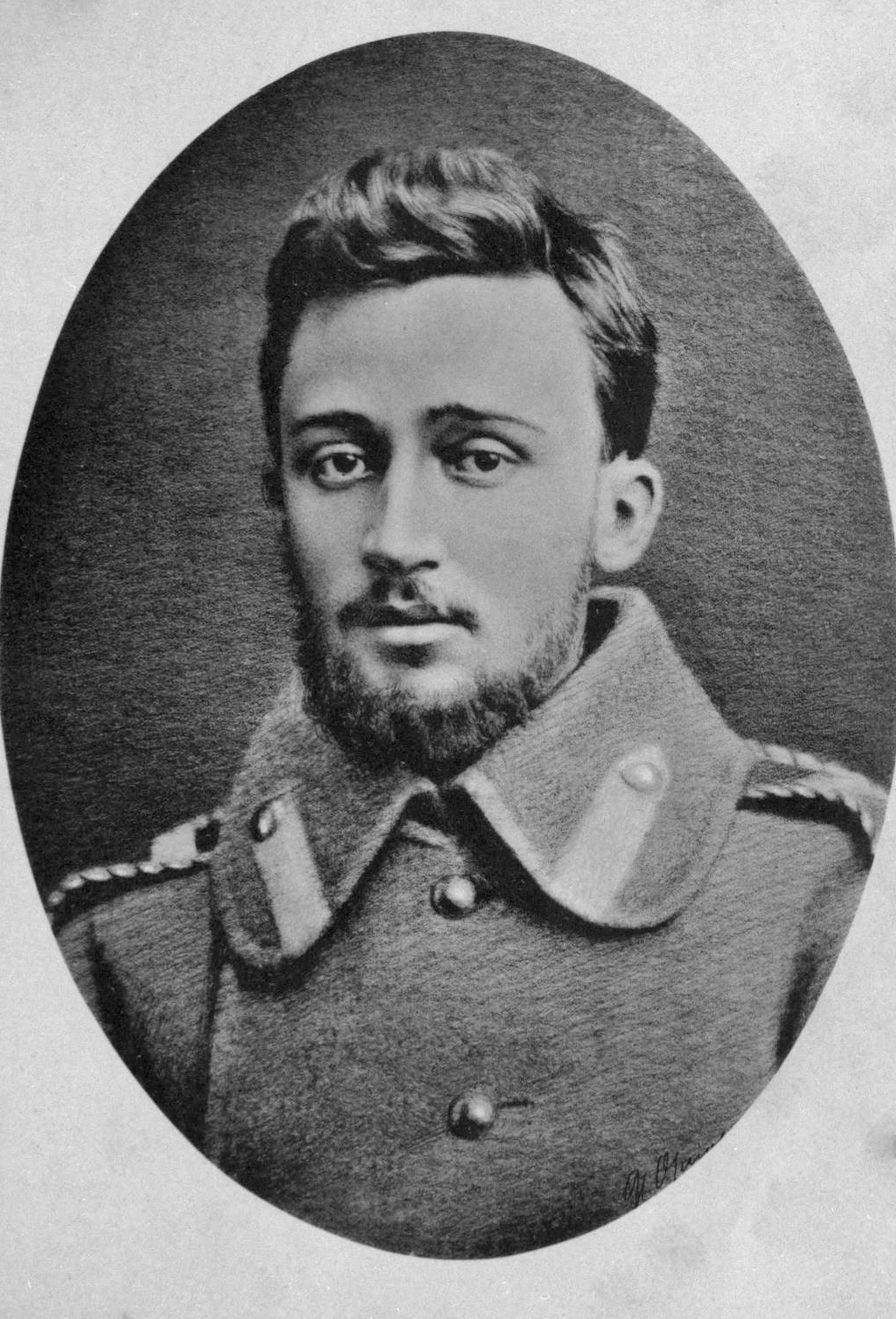
Garschin im Kriegsjahr 1877

Das Gefecht bei Ajaslar (russisch Аясларское дело, Ajaslarskoje delo) ist eine Kurzgeschichte des russischen Schriftstellers Wsewolod Garschin, die 1877 in der Nr. 296 der Zeitung Nowosti (russ. Новости – Nachrichten) als Sonntagsbeilage erschien.
Der Text ist ein Stück Autobiographie. Der Freiwillige Garschin wurde am 11. August 1877 im Gefecht bei Ajaslar verwundet.

## Inhalt
Wsewolod Michailowitsch kämpft in den Reihen der Russen und berichtet, wie er während des Russisch-Osmanischen Krieges in Bulgarien auf dem Berg von Ajaslar von den Osmanen verwundet wurde.
Die Brigade des Ich-Erzählers langweilt sich bereits zwei Wochen in Kowatschitza bei Lom.
Hinter dem Gipfel des Berges von Ajaslar ficht das russische Sofioter Regiment gegen die Osmanen. Das Regiment, dem Wsewolod angehört, löst die Sofioter ab. Der Kommandeur dieses Regiments, ein Oberst, gibt beim Marschieren zu, ihm falle der Aufstieg schwer. Ein kleiner Soldat aus der 8. Kompanie des Regiments geht keck auf die Äußerung des bergsteigenden Obersts ein. Sofioter kommen entgegen und werden nach der aktuellen Stärke der Osmanen ausgefragt. Antwort: Der Kampf tobt.
Oben auf dem Berg geht es im Laufschritt vorwärts. Soeben Gefallene liegen am Wege. Verwundete werden hinter die Linie getragen. Der kleine kecke Soldat hält sich seine stark blutende Hand. Ein sehniger russischer Major weist die ankommenden Russen ein. Eine Granate birst. Wsewolod schmeißt sich hin, steht auf, hat seinen Zug verloren und fragt den kaltblütigen Major: Wie weiter? Der Offizier weist stumm in eine Kampfrichtung. Einer von den Sofiotern will sich nicht zurückziehen und kämpft einfach weiter. Wsewolod findet die Seinen tatsächlich wieder. Ein Granatsplitter reißt einem Kameraden den Bauch auf. Warum kriechen die Verwundeten schweigend zurück? Es könnte möglich sein, Wsewolod überhört deren Schreie im Gefechtslärm. Er verschießt seine Patronen ein wenig unkontrolliert. Die russische Schützenkette ist nicht mehr zu erkennen. Zwischen Russen und Osmanen vorwärtsschreitend, trifft Wsewolod auf Fjodorow, einen jungen Kameraden aus seiner Kompanie. Dessen zerschossene Schulter blutet. Der Schwerverwundete bittet um Trinkwasser. Wsewolod hat Mühe, im Getümmel zwei Russen als Krankenträger zu rufen. Die Drei tragen Fjodorow ein paar Schritte und legen ihn sogleich wieder hin. Fjodorow ist gestorben. Die Osmanen sind auf fünfzehn Meter heran. Wsewolod kann sich nicht mehr senkrecht halten. Ein Bein blutet stark.

## Deutschsprachige Ausgaben
Verwendete Ausgabe
- Das Gefecht bei Ajaslar. S. 23–42 in Wsewolod M. Garschin: Die Erzählungen. Übertragen und mit Nachwort von Valerian Tornius. 464 Seiten. Dieterich’sche Verlagsbuchhandlung, Leipzig 1956 (Sammlung Dieterich, Bd. 177)

## Anmerkung
1. ↑  Das Gefecht bei Ajaslar (bulgarisch Аязлар) wird bei Generalleutnant Dmitri Prochorow (1827–1881, russ. Прохоров, Дмитрий Дмитриевич) beschrieben (siehe auch bulgar. Светлен (област Търговище)).